# Trinidad og Tobago ved sommer-OL 2012
Trinidad og Tobago deltog ved Sommer-OL 2012 i London som blev arrangeret i perioden 27. juli til 12. august 2012.

## Medaljer
| 2012 London        | Guld | Sølv | Bronze | Total |
| Trinidad og Tobago | 1    | 0    | 3      | 4     |

## Medaljevinderne
| Trinidad og Tobago under OL 2012 i London | Trinidad og Tobago under OL 2012 i London                     | Trinidad og Tobago under OL 2012 i London | Trinidad og Tobago under OL 2012 i London | Trinidad og Tobago under OL 2012 i London |
| Medaljer                                  | Atlet                                                         | Sport                                     | Øvelse                                    | Resultat                                  |
| ----------------------------------------- | ------------------------------------------------------------- | ----------------------------------------- | ----------------------------------------- | ----------------------------------------- |
| Gull                                      | Keshorn Walcott                                               | Atletik                                   | Spydkast, mænd                            | 84,58 meter                               |
| Bronse                                    | Lalonde Gordon                                                | Atletik                                   | 400 meter mænd                            | 44,52                                     |
| Bronse                                    | Keston Bledman Marc Burns Emmanuel Callender Richard Thompson | Atletik                                   | 4 x 100 m stafet, mænd                    | 38,12                                     |
| Bronse                                    | Lalonde Gordon Jarrin Solomon Ade Alleyne-Forte Deon Lendore  | Atletik                                   | 4 x 400 m stafet, mænd                    | 2.59,40                                   |